# Vládní obvod Kassel
Kassel (německy Regierungsbezirk Kassel) je jeden ze tří vládních obvodů (Regierungsbezirk) na jihovýchodě spolkové země Hesensko v Německu. Byl vytvořen v roce 1866, kdy Prusové anektovali území, aby zde vytvořili novou provincii Hesensko-Nasavsko. Pod Kasselský vládní obvod spadá 138 obcí.

## Zemské okresy
1. Fulda
2. Hersfeld-Rotenburg
3. Kassel
4. Schwalm-Eder (Schwalm-Eder-Kreis)
5. Waldeck-Frankenberg
6. Werra-Meißner (Werra-Meißner-Kreis)

## Městské okresy
1. Kassel